# Teatro Nacional Eduardo Brito
El Teatro Nacional Eduardo Brito (comúnmente referido como Teatro Nacional) es el principal teatro de Santo Domingo y uno de los más importantes de la República Dominicana. Fue construido durante el período de los Doce Años del presidente Joaquín Balaguer, siendo inaugurado en 1973. Se encuentra ubicado en la Av. Máximo Gómez, una de las arterias de la ciudad, y está servido por la Línea 1 del Metro de Santo Domingo.
El Teatro Nacional es el principal recinto del arte dominicano albergando la premiación más importante de la República Dominicana, los Premios Soberano que patrocina la Cervecería Nacional Dominicana y premia todas las facetas del arte dominicano.

## Historia

### Inicios del proyecto
El Teatro Nacional de Santo Domingo, como fue llamado en un principio, fue construido luego de una extensa y ardua labor de investigación en los principales teatros del mundo, en la que se recabaron técnicas, criterios y conceptos necesarios para determinar las características que debía tener el de la República Dominicana. Al final de los años sesenta, la edificación de un teatro que reuniera las cualidades máximas para el despliegue de las manifestaciones artísticas más exigentes era una aspiración antigua entre los dominicanos. Un teatro así daría cabida al arte mundial y, al mismo tiempo, pondría en manos de los artistas nacionales un exigente instrumento que aguijonearía la creatividad y la voluntad de que han dado prueba siempre. En 1970, el entonces Presidente de la República, Joaquín Balaguer, designó la tarea de construcción del teatro al arquitecto Teófilo Carbonell Arias. Antes de trazar las líneas que darían vida a nuestro teatro, el arquitecto observó y estudió los mejores teatros del mundo. Recorrió Europa y América, observando las diferentes concepciones y criterios a la hora de planear y construir este tipo de edificación. Tuvimos como referencia los teatros de Colombia, Nicaragua, Costa Rica y Guatemala. También la ilustre tradición europea, que se fue haciendo tangible en los teatros de España, Suecia, Dinamarca, Suiza, Alemania, Holanda y Austria. Por último, las mejores salas de Estados Unidos completaron las expectativas del arquitecto quisqueyano.

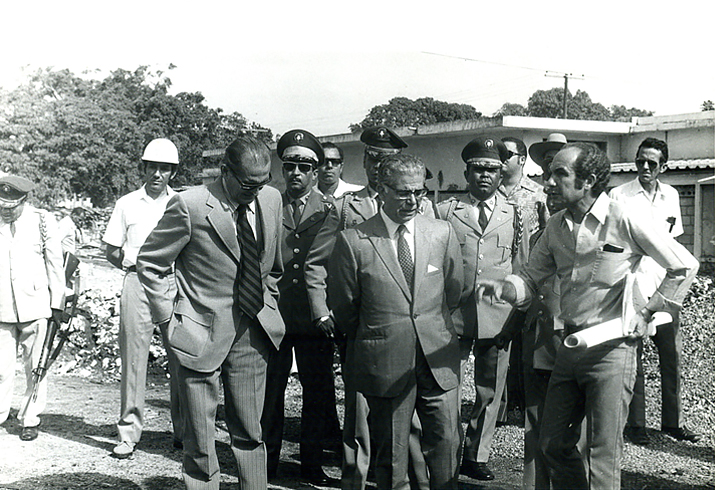
Momentos en que se inspecciona el área donde se construirá el proyecto de Teatro Nacional

Ese recorrido preparatorio ha despertado la curiosidad por saber qué se tomó de cada teatro visto, y las especulaciones en torno a la oriundez de las soluciones empleadas en el Teatro Nacional han florecido con toda libertad. Si unos dicen que la sala del teatro dominicano fue tomada del Auditórium de Palma de Mallorca, España, otros afirman con toda propiedad que el escenario es igual al del Lincoln Center, Estados Unidos, y no faltan los que debaten acaloradamente si la acústica lograda en tierras caribeñas proviene del colombiano Manizales o del muy tecnificado teatro de Ginebra, en Suiza.
Todo teatro hereda infinidad de rasgos probados por la tradición. El arquitecto Carbonell organizó su viaje a partir de una inteligente fórmula de trabajo: observar en cada teatro visitado aquellas cosas que no habían sido resueltas con eficacia y, sobre todo, hablar con los técnicos que trabajaban directamente vinculados al escenario, pues son ellos quienes conocen a la perfección cual solución empleada resulta efectiva y cuál no. Carbonell concibió el diseño de un teatro que, de acuerdo con el presupuesto disponible, encarnara en sus dimensiones, maneras y elementos las mejores y más avanzadas técnicas mundiales para la construcción de ese tipo de instalación, una irrenunciable y auténtica dominicanidad y, precisamente por todo ello, constituyera una obra funcional, perdurable y bella. Así, se materializó nuestro teatro en una arquitectura monumental, con fuertes reminiscencias clásicas, que expresa una imagen sólida, imponente, al tiempo que abierta y asequible, como ha de ser el abrazo del arte. La construcción, que duró aproximadamente tres años, fue muy difícil por la complejidad de la obra, y se hizo con el empleo de materiales dominicanos, donde predomina el mármol, la caoba, el yeso y el ónix. Cada paso de su ejecución estuvo dirigido por el arquitecto Carbonell, quien contó con la colaboración de los ingenieros estructurales William Read y Juan Manuel Bonetti. El Teatro Nacional fue inaugurado el 16 de agosto de 1973, por el presidente Joaquín Balaguer con la presencia de distintas personalidades de la época tanto nacional como internacional. Ese día iniciaba el llamado Festival de Inauguración con un programa que incluía teatro, ópera y ballet, entre otros géneros artísticos. La edificación fue bautizada con el nombre de Eduardo Brito en el año 2006, bajo decreto presidencial, para honrar la memoria del emblemático barítono dominicano. Sus tres salas acogen renombradas figuras del arte mundial y nativo, tanto en la música como en la danza y en el teatro, así como a admiradas agrupaciones de las más diversas conformaciones. En el transcurrir del tiempo, en los escenarios del Teatro Nacional Eduardo Brito han desfilado grandes personajes del arte mundial en todas sus manifestaciones. La majestuosa edificación, circundada por hermosos jardines y áreas verdes, se yergue en el lado oeste de la Plaza de la Cultura Juan Pablo Duarte, en Santo Domingo. (Algunos datos y textos de este relato han sido tomados del libro “Veinticinco años de Teatro Nacional”).

## Salas del Teatro Nacional Eduardo Brito

### Sala Carlos Piantini
Hoy, la Sala Principal es la sala Carlos Piantini, en honor al gran maestro dominicano de la música. Piantini fue el primer director que tuvo este teatro. En la página web del Teatro Nacional se puede consultar el código de vestimenta y protocolo de la misma: http://teatronacional.gob.do/salas-de-teatro/sala-carlos-piantini/
La sala está ubicada en el centro del teatro, y se tiene acceso a ella desde todos los niveles. Con capacidad para una audiencia de 1.589 personas, es la sala más grande del Teatro Nacional. La platea puede albergar 918 personas; el balcón, 589; y los palcos, 82.
La acústica natural de esta sala fue diseñada tomando en cuenta la combinación de diversos factores: 120 paneles de madera que, pendientes del recto, reflejan el sonido. Estos paneles son conocidos en el entorno de la institución como “las nubes rojas de la sala grande”. A esto se añaden dos torres laterales en el escenario, y que todas las paredes están forradas en caoba, para lograr la acústica ideal necesaria para las diferentes presentaciones artísticas.
Este conjunto es complementado con las conchas acústicas del escenario, utilizadas para los conciertos sinfónicos. Esta acústica fue diseñada por la firma Peter Albertch, de Milwaukee, Estados Unidos, la misma que se encargó de la acústica del Lincoln Center de Nueva York.
El diseño de la sala tiene una fuerte influencia del Auditorio de Palma de Mallorca, España. Sus asientos están dispuestos a cada lado de dos pasillos laterales, atendiendo al hecho comprobado de que desde el centro se obtiene mejor visualización.
El escenario cuenta con 50 barras de tramoya; mide 58 pies de ancho por 68 pies de largo, amplitud que permite alrededor de 250 personas en escena sin problemas de espacio. Delante del escenario, se encuentra el foso de orquesta, área donde se colocan los músicos de espectáculos con música en vivo como las óperas, ballet con orquesta, musicales u obras teatrales con música en vivo. Tiene capacidad para 120 músicos, y está ubicada fuera de la vista del público para que solo les llegue el sonido.
En la parte posterior del escenario están ubicados siete camerinos individuales y un pantry.
El rojo de las butacas, alfombras y el telón ofrece un vívido contraste con la sobriedad de la caoba obscura que cubre las paredes de la sala.

## Sala José de Jesús Ravelo
Comúnmente llamada solo Sala Ravelo. Ubicada en el lado noroeste del teatro, en el primer piso, fue creada como sala de presentaciones y ensayos musicales. Además, como en el país no existía la costumbre de ir al teatro, esta sala del Teatro Nacional fue el escenario de charlas, conferencias y cursos, para la formación del público quisqueyano en apreciación musical. En la página web del Teatro Nacional se puede consultar el código de vestimenta y protocolo de la misma: http://teatronacional.gob.do/salas-de-teatro/sala-j-j-ravelo/ (enlace roto disponible en Internet Archive; véase el historial, la primera versión y la última).
El libro de los veinticinco años de Teatro Nacional cuenta que, en búsqueda de la diversificación de su oferta, “fue necesario replantearse la utilización de los espacios del teatro. De año en año, la Sala Ravelo fue cobrando mayor importancia, por su capacidad de acoger espectáculos más pequeños (tiene capacidad para 189 personas), menos costosos, y también más diversos que la Sala Principal”.
Es a partir del inicio de la década de los 80, que se determina su exclusividad para obras teatrales, con temporadas fijas desde 1990.
Desde entonces, esta sala ha sido testigo de muchas y grandes presentaciones y artistas. Por su origen musical, esta sala lleva el nombre del músico y compositor dominicano José de Jesús Ravelo.

### Sala Aida Bonnelly De Díaz
La Sala Aida Bonnelly De Díaz o Sala Aida Bonnelly, ha pasado por importantes transformaciones que la han llevado al aspecto que exhibe hoy. En sus inicios, fue llamada “Sala de la Cultura” y era el espacio de las conferencias, charlas y exposiciones de música.
Situada en el cuarto nivel, en el lado suroeste, fue inaugurada el 10 de julio de 1981. Tiene capacidad para 228 personas, por lo que es la segunda sala en capacidad. En la página web del Teatro Nacional se puede consultar el código de vestimenta y protocolo de la misma: http://teatronacional.gob.do/salas-de-teatro/sala-aida-bonelly/
En 1981, bajo la administración de Aida Bonelly de Díaz, esta sala fue reacondicionada y convertida en una sala de presentaciones: de piano, conciertos de cámara, charlas, cursos, y actos culturales afines con la actividad artística.
En 2008, fue remozada y acomodada como es en la actualidad. En 2011, su nombre es cambiado en honor a la exdirectora, quien le dio la utilidad y aspecto con que hoy es conocida.

### Bar Juan Lockward
Nuestro bar nace con la estructura del Teatro Nacional. Mantiene su decoración original en distintos tonos de verde y cobre, y sus paredes cubiertas con caoba nativa. El bar siempre ha sido un servicio adicional a las presentaciones de la sala Carlos Piantini. También ha sido utilizado para actividades de la institución. En la página web del Teatro Nacional se puede consultar las características del mismo: http://teatronacional.gob.do/salas-de-teatro/bar-juan-lockward/
En los primeros años del teatro, el bar era utilizado para brindis y recepciones de presentaciones importantes. Con el pasar del tiempo, las recepciones en el bar fueron menguando hasta que ya no se utilizaba para tales fines.
Nuestro bar fue cedido al Ministerio de Cultura para dar servicios culinarios o arrendarlo a terceros, a propósito de llevarse a cabo la Feria Internacional del Libro en la Plaza de la Cultura Juan Pablo Duarte, donde se encuentra el Teatro Nacional Eduardo Brito.
En el 2011, Erasmo (Niní) Cáffaro, director general y artístico de este teatro, propuso cambiar el nombre del bar para homenajear al compositor dominicano Juan Lockward, solicitud que fue compartida por el entonces Ministro de Cultura, José Rafael Lantigua.
El 9 de marzo de 2011, se celebró un acto para renombrarlo como “Bar Juan Lockward”. En la ceremonia, fue develado un óleo enorme del afamado trovador dominicano, y una tarja con su nombre. Las palabras centrales de José Rafael Lantigua y de Erasmo Cáffaro dieron inicio al acto, en el que los hijos del cantautor homenajeado donaron la guitarra original del artista, con la que compuso los temas “Dilema”, “Guitarra bohemia”, “La india soberbia”, “Ayúdame a olvidar”, “Puerto Plata”, “Santiago”, “Poza del Castillo”, y otros tantos de fama internacional.
A la actividad, asistieron familiares del cantautor, artistas, personalidades del arte y la cultura, e invitados especiales, quienes disfrutaron un recital de las famosas canciones de Lockward interpretadas por Luchy Vicioso, Rhina Ramírez, Fernando Casado, Niní Cáffaro, Expedy Pou, Víctor Víctor, y José Antonio Rodríguez, acompañados al piano por el maestro Rafael Solano, gran amigo y compueblano de Lockward.

## Código de vestimenta
En el Teatro Nacional, máximo escenario de las artes escénicas y musicales dominicana, se requiere asistir con una vestimenta acorde a las presentaciones: algunas de gran solemnidad, otras menos formales.
Es por esto que nos reservamos el derecho de admisión a personas con vestimentas inadecuadas, como pantalones cortos, bermudas, minifaldas,   sandalias, gorras, viseras, entre otras.
- No se permite la entrada con jeans rotos o rasgados
- No se permite la entrada con camisetas sin mangas

En la Sala Ravelo se admiten vestuarios informales, siempre que sean adecuados al recinto.

### Reglas y normas
- Se prohíbe exhibir y portar armas de fuego o armas blancas.
- Se prohíbe fumar.
- Se prohíbe la presencia de animales.
- Se prohíbe el uso de fuego, tanto vivo como pirotécnico.
- No se permite el recibo o cobro de dinero a puerta de sala, por concepto de entrada a las funciones.
- No se admiten cambios ni devoluciones de boletas.
- No se permite el ingreso sin boleta a las funciones.
- No se permite el ingreso y permanencia en las salas y tras bastidores de niños ni adultos ajenos a la producción, tanto en los ensayos como antes y durante las funciones.
- No se permite la asistencia de niños y niñas menores de seis años de edad a las presentaciones, a excepción de las funciones infantiles, para toda la familia, o con un carácter especial.
- No se permite la asistencia de menores de edad a obras con restricción en tal sentido.
- No se permite alterar o maltratar los jardines interiores y exteriores.
- Se prohíbe clavar, atornillar o usar pegamentos dentro de las salas no se permite:
- Ingresar ni consumir bebidas y comidas de todo tipo.
- Colocar propaganda.
- Hacer publicidad.
- Tomar fotografías o grabaciones sin autorización previa.
- Como la puntualidad es estricta, no se admite la entrada luego del cierre de puertas.

## Entrada Principal del Teatro

### Vestíbulos del Teatro Nacional
Los vestíbulos del Teatro Nacional forman parte del encanto de la edificación. En los tres niveles, se pueden apreciar hermosas esculturas. El vestíbulo del primer nivel, antes de la Sala Carlos Piantini, ostenta el busto de Eduardo Brito, el gran barítono dominicano, y el busto del compositor alemán Ludwig Van Beethoven.
Todos los vestíbulos están cubiertos con una alfombra roja que destaca la impresionante estructura, apreciada, incluso, sin ser conocedores de diseños arquitectónicos. Pueden apreciarse sus vistosas escaleras, sus impresionantes esculturas, y los detalles en mármol. La pared frontal de la sala Carlos Piantini está cubierta en mármol Ónix, así como dos columnas que salen desde el primero hasta el segundo vestíbulo.
Todo el exterior del edificio está cubierto con mármol Travertino, incluyendo las columnas y paredes en el interior. Las escalinatas y escaleras de los vestíbulos están cubiertas de mármol negro, generando un hermoso contraste con el rojo de las alfombras y el color caoba de los pasamanos.
A todos estos detalles se agregan las lámparas colgantes. Son esferas colgadas de distintos tamaños con un diseño muy peculiar: en su interior tienen pequeñas gotas de diferentes tamaños. Desde abajo, estas lámparas parecen ser brillantes gotas de lluvia o luminosas pompas de jabón que caen en distintos planos.